# Konungabalk

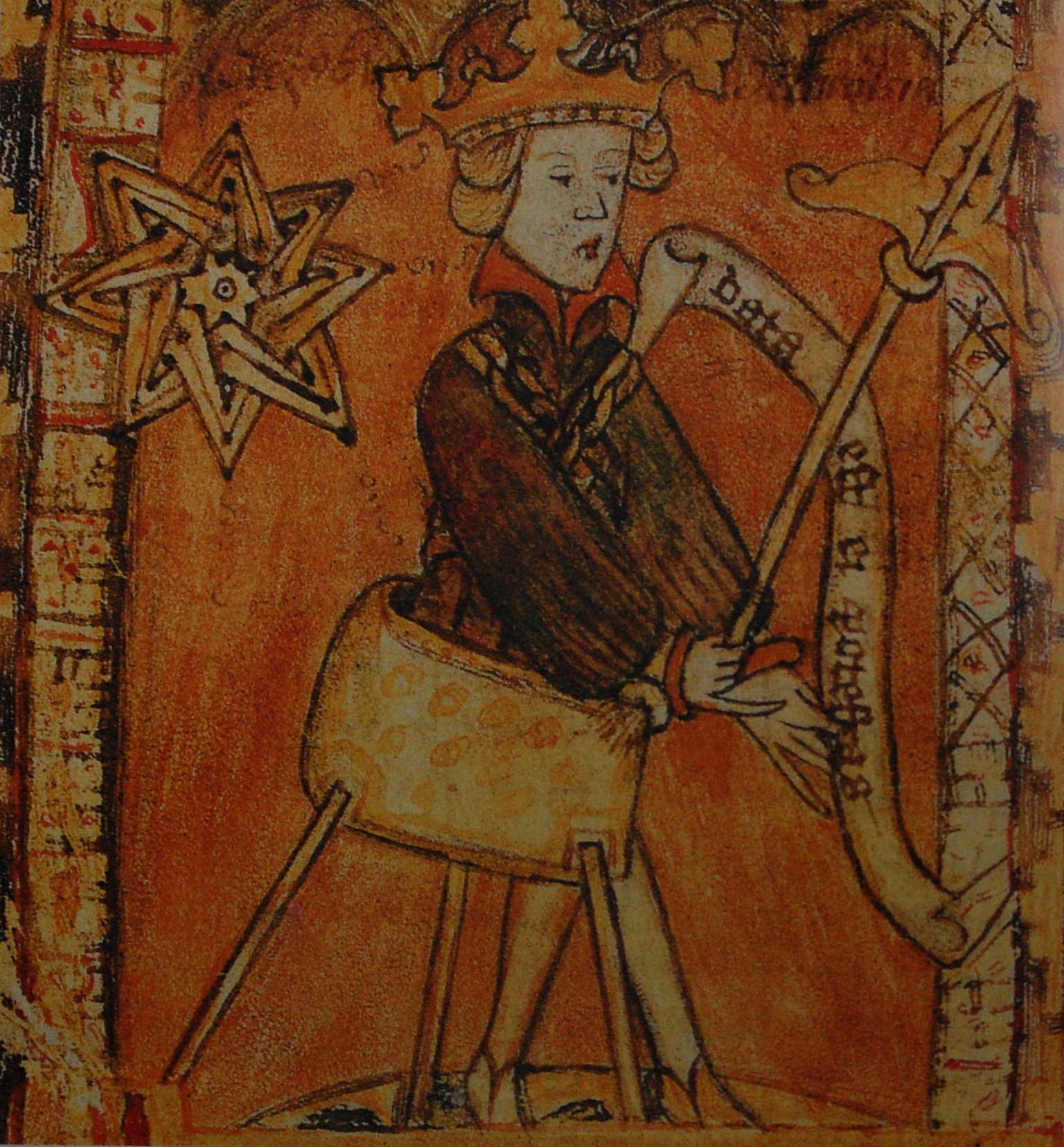
Kung Magnus Eriksson avbildad i konungabalken i landslagen som bär hans namn.

Konungabalk (fornsvenska: kunungs balker) utgjorde i Sveriges äldre lagar en avdelning som i allmänhet innehöll stadganden om val av konung, om hans rättigheter och plikter, särskilt hans domsmakt och formerna för dess utövning. Balken var den första så länge den fanns i lagboken.

## Historia
Den äldsta landskapslag där en konungabalk förekommer är Upplandslagen. Redan i de äldre lagarna fanns en kyrkobalk innehållande stadganden om kyrkan och troligen är det därifrån lagstiftaren hämtat uppslaget att vid lagens indelning sammanföra vissa stadganden som rörde kungamakten. Upplandslagens konungabalk kan ej betraktas som ett försök att lämna en systematisk framställning av huvuddragen av kungadömets statsrättsliga ställning utan har tydligen tillkommit på det sätt, att man i en balk sammanfört stadganden om konungaval, som i Västgötalagen stått stadgat i rättlösabalken, de kungliga edsöreslagarna, som i östgötalagen utgjort en särskild balk, samt vissa stadganden härstammande från den gamla "rodarätten". Med Upplandslagens konungabalk överensstämmer Södermannalagens i det närmaste, medan däremot Västmannalagens och Hälsingelagens konungabalkar saknar stadganden om konungaval. I Dalalagen, där konungabalk ej förekommer, motsvaras de övriga svealagarnas konungabalk delvis av lagens edsöresbalk.

### Magnus Erikssons landslag

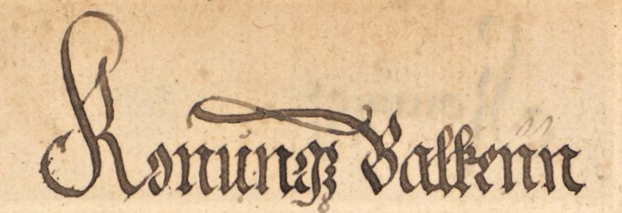
Konungabalkens första sida i Kristoffers landslag från ca 1550, Kungliga biblioteket, opag.

Det är först i Magnus Erikssons landslag, som konungabalken får ett sådant innehåll, att den kan betecknas som ett verkligt försök att fastställa konungadömets statsrättsliga ställning i dess huvuddrag. I sammanhang härmed har edsöreslagstiftningen utbrutits ur konungabalken och i lagens indelning insatts som en särskild edsöresbalk. Den äldre landslagens konungabalk upptogs utan mera betydande förändringar i Kristofers landslag. Den konungabalk som förekommer i Magnus Erikssons stadslag är utarbetad med hänsyn till städernas förhållanden, och innehåller framför allt huvudreglerna för stadsstyrelsen och är av liten statsrättslig betydelse.
Landslagens konungabalk åter ansågs århundraden igenom innehålla statsskickets grundvalar. Den lade emellertid ej några snäva band på statsskickets utveckling, och dess stadganden blev f. ö. i många avseenden fullständigade eller ändrade genom senare författningar. Det för den svenska laghistorien egendomliga draget att statsrättens huvudregler sammanförts med den övriga offentliga rätten och privaträtten i en och samma lagkodifikation, medförde, att strävandena att åstadkomma en ny lagbok berörde alla dessa rättens områden, så länge denna anordning ansågs behöva bibehållas.

### Omarbetningar under 1600-talet
I de båda lagförslag från 1600-talets första år, vilka är kända under namnen "Karl IX:s förslag" och "Rosengrens förslag", förekommer även förslag till ny konungabalk, och det var inte minst oenigheten kring denna balks innehåll om vilken de båda förslagen vittnade som vållade, att Karl IX:s försök att åstadkomma en ny lagavfattning strandade.
När Karl XI lät återupptaga arbetet på en ny lagbok, leddes han härtill i icke ringa mån av sin önskan att få till stånd en avfattning av enväldets statsrätt, och den stora lagkommission, som tillsattes år 1686, utarbetade även ett förslag till ny konungabalk, som blev färdigt 1696 och som fastslog enväldets grundsatser.

### Konungabalkens avskaffande
Efter Karl XI:s död sköt lagkommissionen, som likväl omarbetade sina under Karl XI:s regering framlagda förslag till andra balkar, arbetet på konungabalken åt sidan, och 1715 beslöt kommissionen att ej upptaga någon konungabalk i lagen, "emedan däruti bör konungen ingenting föreskrivas såsom den där högst rådande är, och vad undersåtarnes plikt och skyldighet angår, så kunna alla sådana mål indragas antingen uti högmåls- eller edsöresbalken". Helt säkert har emellertid lagkommissionen i detta yttrande gett endast ett svepskäl, medan den verkliga grunden för dess handlingssätt var motvilja mot att i den nya lagen införa och fastslå det sjunkande enväldets grundsatser. Även efter enväldets fall bibehöll kommissionen sin åsikt, att konungabalken borde utgå ur lagen, även om nu andra skäl styrde. År 1723 förklarade den, att en dylik balk, som skulle innehålla "jus publicum", ej borde ingå i lagboken vid sidan av de övriga, som endast innehöll "jus privatum". Denna ståndpunkt stod i överensstämmelse med den utveckling, som ägt rum, då det nya statsskicket fastställts i särskilda författningsurkunder genom de nya grundlagarna. Visserligen hade alltjämt traditionen så stor makt över sinnena, att riksdagen såväl 1723 som 1727 uttalade sig för införandet av en konungabalk i lagboken, men lagkommissionens mening blev likväl den segrande. Någon konungabalk förekom ej i 1734 års lag, och skilsmässan mellan statsrätten och den övriga rätten vid kodifikationen hade alltså genomförts.
I sammanhang med Gustav III:s strävan vid 1772 års statsvälvning att återvända till statsskicket före enväldet står, att han i 1772 års regeringsform § 2 införde stadgandet, att konungen skall "styra riket efter konungabalken, landslagen och denna regeringsform". Detta åberopande av konungabalken ledde emellertid ej till dess återupplivande, utan fick betydelse endast som en hänvisning till det svenska statsskickets gamla traditioner.